# Zanella (Gewebe)

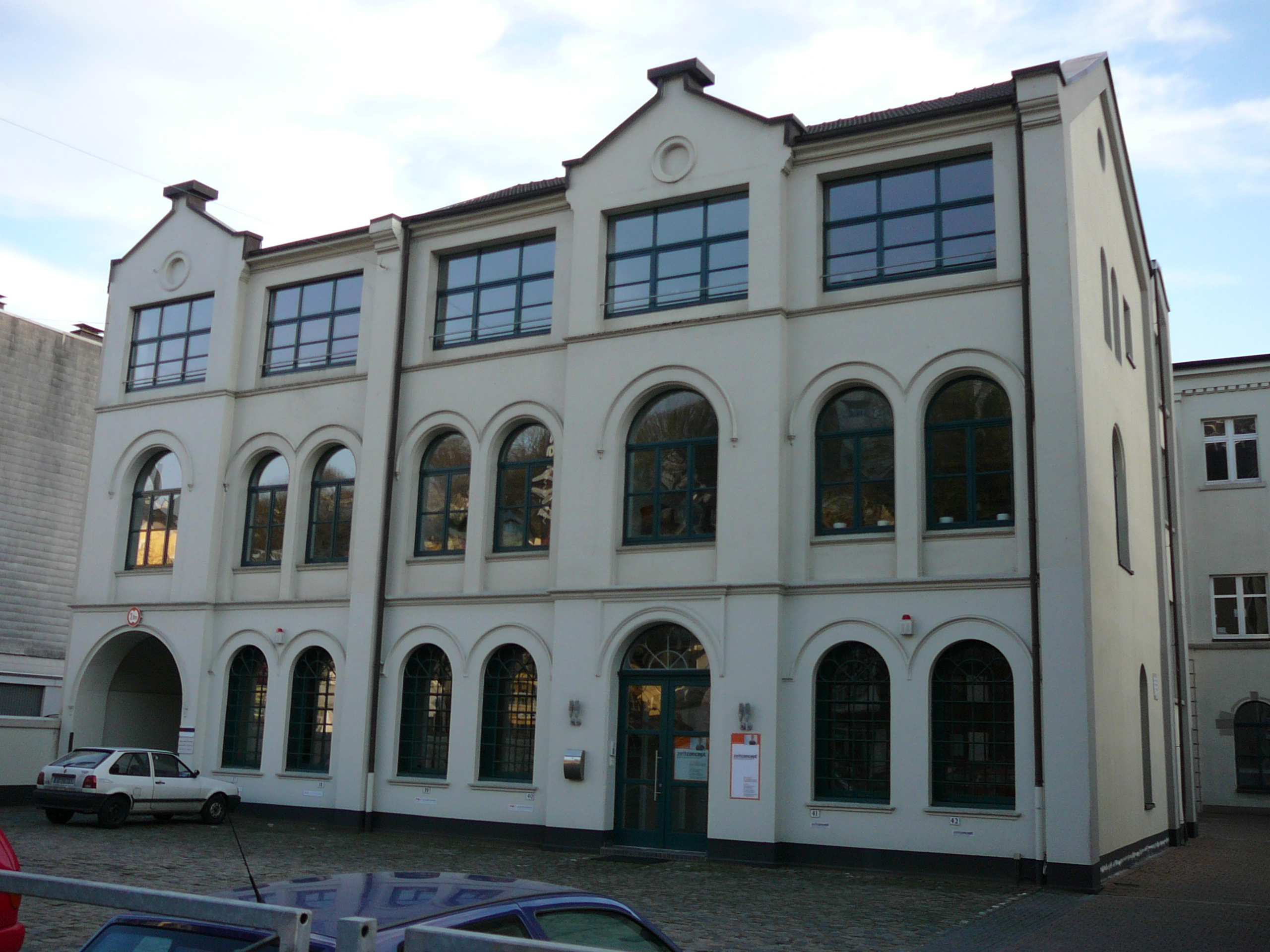
Das Fabrikensemble der Herminghaus & Co., auch als „Zanella“-Futterstofffabrik bekannt

Zanella ist ein glänzendes, dichtes Baumwoll- oder Halbwollgewebe aus 5-bindigem Schussatlas. Beim Zanella ist die Schussdichte größer als die Kettdichte, veredelt wird der Stoff durch Mercerisieren und Kalandern, was ihn glänzender macht. Verwendet wird Zanella insbesondere als Futterstoff und für Kittel und Schürzen, früher auch für Regenschirme.
Der Zanella wurde in den 1830ern in England entwickelt. Ursprünglich war nur der Kettfaden aus Baumwolle, im Schuss benutzte man Kammgarn aus Wolle. In den deutschen Webereien im Tal der Wupper wurde das Verfahren ab 1864 kopiert und schnell in großem Umfang hergestellt. Die erste Weberei, die hier Zanella fertigte, war die 1826 gegründete Firma Gebr. Boeddinghaus.  In Elberfeld entstanden weitere Fabriken, von denen sieben an der Friedrich-Ebert-Straße lagen, unter anderem das Unternehmen Herminghaus & Co. Heute nutzt man für Zanella nur Baumwolle, als Futterstoff wurde er häufig von Stoffen aus Kunstseide verdrängt.
Eine Straße wurde in Barmen, das heute zu Wuppertal gehört, 1874 nach dem Stoff Zanellastraße genannt. Die in den 1870ern erbaute Trinitatiskirche in Elberfeld wurde damals im Volksmund Zanellakirche genannt.